# Cimego
Cimego (Cìmek in dialetto locale) è una frazione di 419 abitanti di Borgo Chiese della provincia di Trento in Trentino-Alto Adige.
Venne istituito come comune italiano nel 1920 in seguito all'annessione della Venezia Tridentina al Regno d'Italia. Nel 1928 fu aggregato al comune di Condino. Nel 1946 fu ricostituito, staccandolo di nuovo dal comune di Condino. Nel 2016 ha cessato nuovamente di esistere come entità amministrativa autonoma ed è stato inglobato nel nuovo comune di Borgo Chiese, in seguito alla fusione dei comuni di Brione, Cimego e Condino.

## Storia

### Simboli

Vecchio stemma comunale

Lo stemma e il gonfalone erano stati approvati con D.G.P. del 1º settembre 1989.
Stemma
Corona: Murale di Comune.
Ornamenti: A destra una fronda d'alloro fogliata al naturale fruttifera di rosso; a sinistra una fronda di quercia fogliata e ghiandifera al naturale legate da un nodo d'oro.»
Gonfalone

## Monumenti e luoghi d'interesse

### Architetture religiose
- Chiesa di San Martino
- Chiesa di Sant'Antonio Abate nella borgata di Quartinago

### Sentiero etnografico Rio Caino

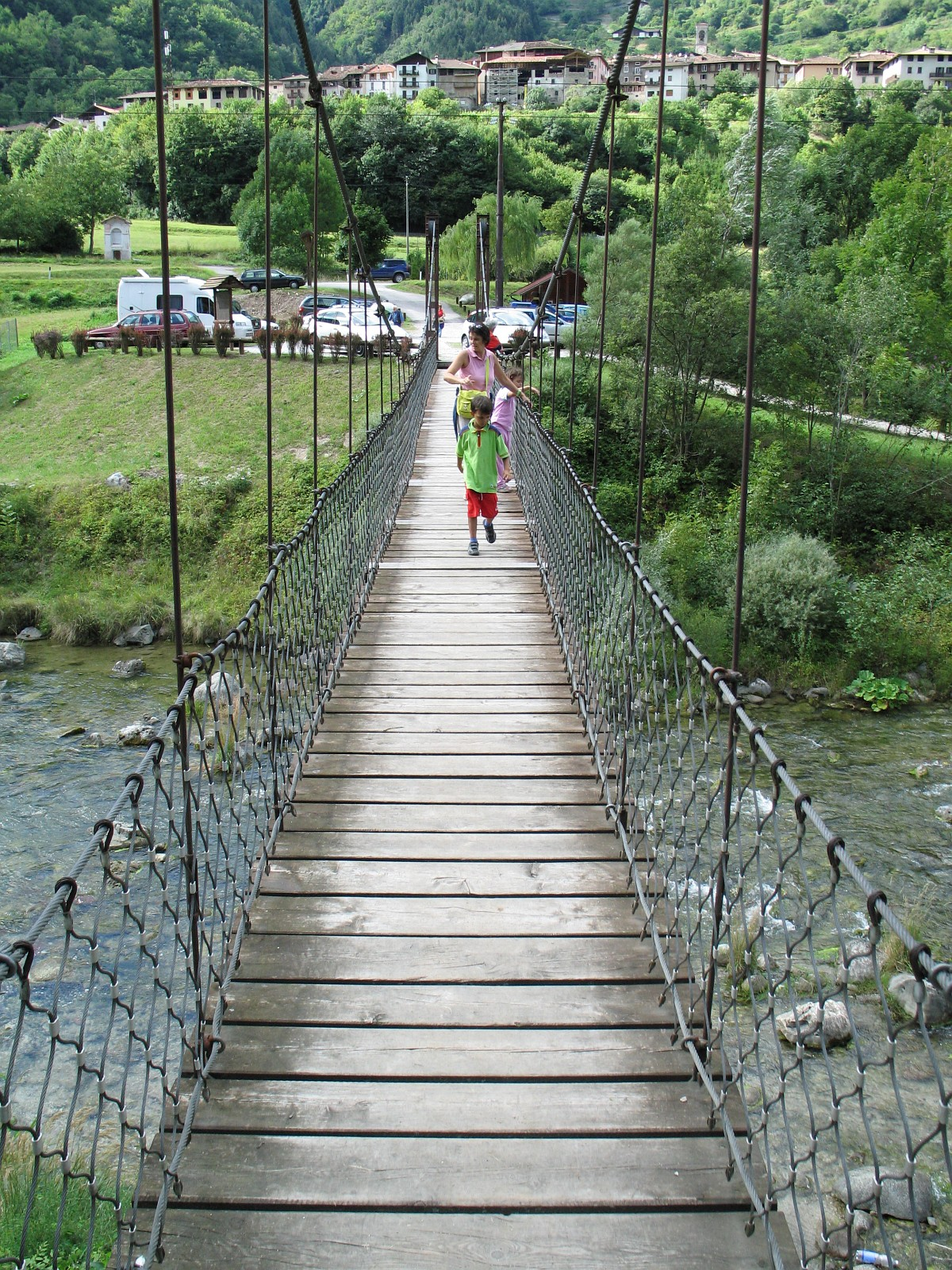
Ponte sospeso sul fiume Chiese

## Geografia antropica
L'impianto del paese è diviso storicamente in due zone: la località la Villa e la parte di Quartinago. Quartinago è sopravvissuto in buona parte al trascorrere dei secoli e si mostra ai giorni nostri nella sua veste di borgo medievale. La parte alta del paese subì invece forti cambiamenti a seguito dei bombardamenti della prima guerra mondiale.

## Società

### Evoluzione demografica
Abitanti censiti